# Alice van Berchem
Alice van Berchem (Vufflens-le-Château, 24 april 1869 - Crans-près-Céligny, 19 februari 1953) was een Zwitsers maatschappelijk werkster.

## Biografie
Alice van Berchem was een dochter van Frédéric Necker, burgemeester van Satigny, die tevens was betrokken bij het Leger des Heils en voorzitter van de Evangelische Vereniging, en van Hortense de Senarclens, die toegewijd was aan de zaak van de missies en het Blauwe Kruis. Ze huwde met Paul van Berchem, een brigadekolonel en politicus.
Van Berchem was een bewonderaarster van Blaise Pascal en het klooster Port-Royal. Ze werkte vanaf 1900 samen met Adèle Pélaz, de oprichtster van de volksmissie in Genève. Vanaf 1920 organiseerde ze internationale missionaire congressen in het kasteel van Crans. Sinds 1925 is het de drijvende kracht achter de oprichting van een afdeling van de Scripture Union in Romandië. Ze schreef tevens diverse evangelisatiebrochures.